# Medizinische Universität Danzig

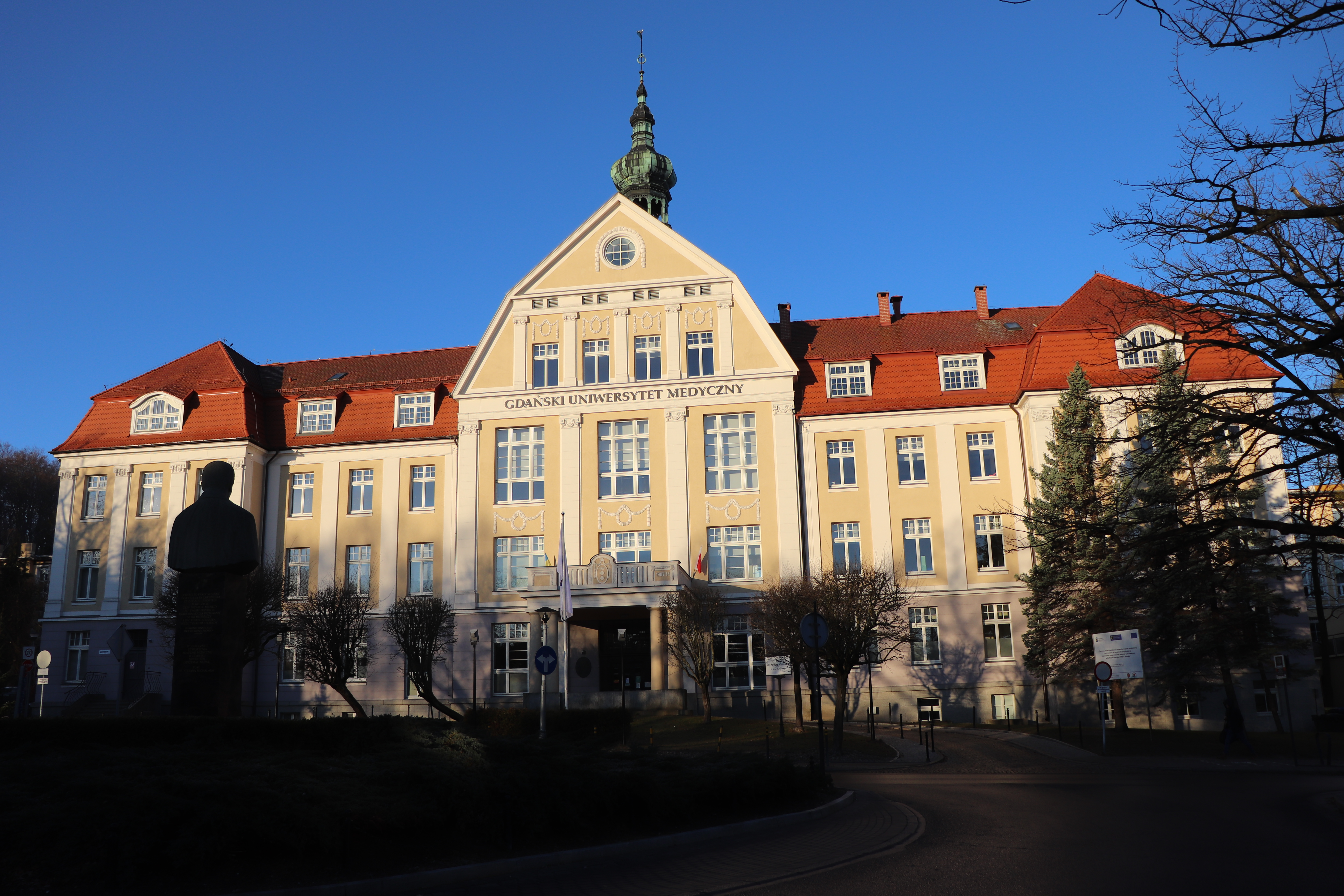
Hauptgebäude, das ehemalige Städtisches Krankenhaus Danzig

Die Medizinische Universität Danzig (polnisch Gdański Uniwersytet Medyczny) ist die größte medizinische akademische Einrichtung in Nordpolen.
Sie bildet mehr als 5000 Studenten und Doktoranden in vier Fakultäten aus.

## Geschichte
In Danzig wurde am 13. April 1935 die Staatliche Akademie für praktische Medizin eröffnet, am 29. November 1940 wurde der Name in Medizinische Akademie Danzig umgewandelt. Diese wurde am Ende des Krieges teilweise zerstört. Die Gebäude wurden wiederhergestellt, am 8. Oktober 1945 offiziell gegründet und bereits am 1. November 1945 als polnische Danziger Akademische Medizinische Schule eröffnet.

## Fakultäten
- Medizinische Fakultät
- Fakultät für Pharmazie mit 
  - Subfakultät für Laboratoriumsmedizin
- Fakultät für Gesundheitswissenschaften mit 
  - Subfakultät der Krankenpflege und
  - Institut für Maritime und Tropische Medizin. Das Institut ist seit 1949 Herausgeber der auf Seeleute spezialisierten Fachzeitschrift „International Maritime Health“.[3]
- Gemeinsame Fakultät für Biotechnologie der Universität Danzig und der Medizinischen Universität Danzig